# Через всю країну
Через всю країну (англ. Cross Country) — канадський трилер.

## Сюжет
Після того, як жінку знаходять вбитою в квартирі, підозра падає на її колишнього чоловіка, який раптово покинув місто. Поліцейський, який розшукує його, чомусь не дуже зацікавлений у тому щоб зловити підозрюваного.

## У ролях
- Річард Беймер — Еван Блей
- Ніна Аксельрод — Лоїс Хейз
- Майкл Айронсайд — детектив сержант Рорш
- Брент Карвер — Джон Форрест
- Девід Коннор — Ріко Барбон
- Джордж Спердакос — лейтенант Роберт Веллс
- Майкл Кейні — Гаррі Бернс
- Август Шелленберг — Глен Косгроув
- Пол Бредлі — Нік Оверленд
- Роберта Вайсс — Альма
- Джеклін Вільямс — прибиральниця
- Анна Витре — Джудіт Кіл
- Памела Колльє — офіціантка
- Майкл Коупмен — п'яний у барі
- Десмонд Кемпбелл — механік
- Роберт Співак — нічний портьє
- Беррі Блейк — детектив Ландер
- Ніл Аффлек — детектив Кіббі
- Ніл Ши — священик
- Лен Вотт — медичний експерт
- Крістіана Паскіє — Джині Рорш
- Шина Ларкін — медсестра
- Леслі Паль — школярка
- Дженніфер Петрела — школярка
- Роуена Блер — дівчина Косгроув
- Кетлін Фі — клерка авіакомпанії
- Гаррі Гілл — охоронець
- Евелін Касснер — реєстратор лікарні
- Діана Лорті — танцюристка
- Мадлен Філі — танцюристка